# クレテイユ
クレテイユ（Créteil）はフランス、イル＝ド＝フランス地域圏の都市である。ヴァル＝ド＝マルヌ県の県庁所在地。パリの南東に位置する。
人口に関しては、2010年現在8万9985人であり、県内では1位、イル・ド・フランス地域圏でも6番目の都市である。
クレテイユは、第二次世界大戦までは小さな農村であったが、1955年以降のモン＝メリー（Mont-Mesly）地区の開発による急速な都市化で知られている。これは、建築家シャルル・ギュスターヴ＝ストスコフによるもので、その後の数多くの他の開発の前奏曲となった。
1964年7月10日法及び1965年2月25日のデクレに基づき、セーヌ県及びセーヌ＝エ＝オワーズ県が再編された上、1968年1月1日にヴァル＝ド＝マルヌ県が設置されたことにより、その県庁所在地となった。

## 地理

イル・ド・フランス（パリ周辺）の地図。赤く示されているのがクレテイユ。

### 位置
パリ南東の郊外（バンリュー）、ノートルダム大聖堂 (パリ)から約11キロメートルの位置にある。

### 隣接自治体
- 北西　 メゾン＝アルフォール
- 北　　 メゾン＝アルフォール及び サン＝モール＝デ＝フォッセ
- 北東　 サン＝モール＝デ＝フォッセ
- 東　　 サン＝モール＝デ＝フォッセ及び ボヌイユ＝シュル＝マルヌ
- 南東　 ボヌイユ＝シュル＝マルヌ
- 南　　 ヴァラントン及び リメーユ＝ブレヴァンヌ
- 南西 　ショワジー＝ル＝ロワ及び ヴァラントン
- 西　　 アルフォールヴィル及び ショワジー＝ル＝ロワ

### 地形

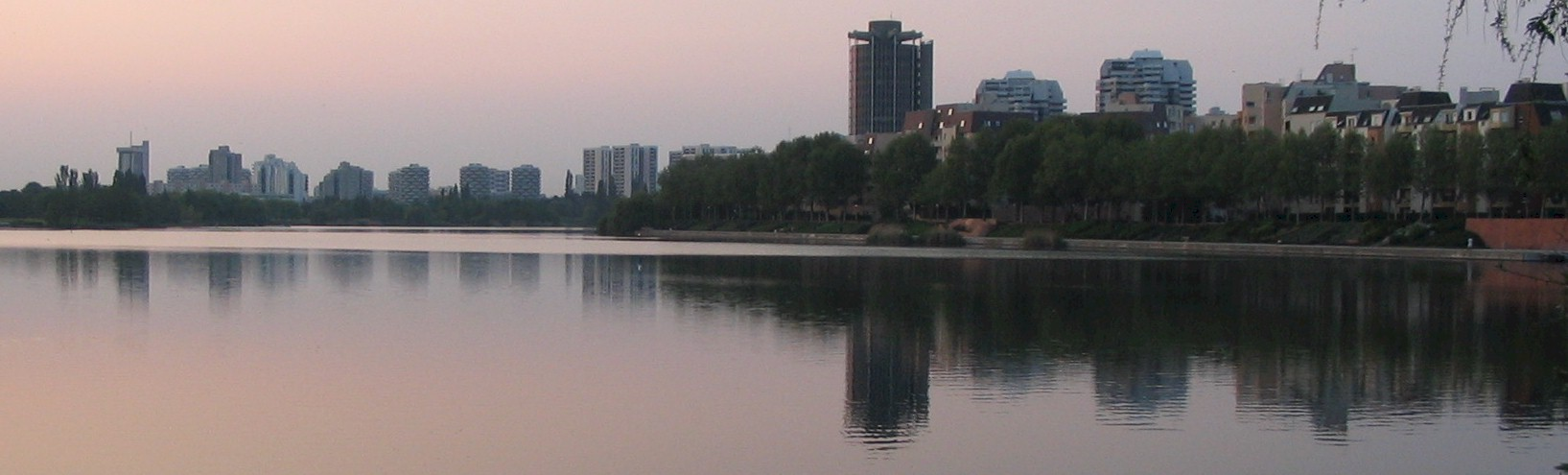
クレテイユ湖の眺望

クレテイユは、西側のセーヌ川の谷と東側のマルヌ川の谷とに挟まれた比較的平坦な土地に位置する。
マルヌ川の氾濫は、街の歴史にも記されており、特に1658年、1740年、1802年、1817年、1837年、1840年、1841年、1892年、1896年、1910年、1919年、1920年、1924年、1930年、1944年、1955年、1959年及び1970年のものが特筆される。セーヌ川の氾濫も同様で、1830年及び1910年のものが特筆される。
100年に一度と予想される甚大な被害を引き起こす大洪水に備えて、約40ヘクタールの人造湖であるクレテイユ湖が、街の南西部に設けられている。
平野部はマルヌ川とセーヌ川の洪水による浸食により形成されたのである。東部のモン・メリー地区は、浸食されずに残った土地で、74メートルの標高（最高地点）がある。最も低いのは、マルヌ川沿いで、約31メートルの標高しかない。

## 交通

### 鉄道
パリから パリメトロ8号線が通じており、市内に、クレテイユ＝レシャ駅、パリ大学（パリ第12大学）に近いクレテイユ＝ユニヴェルシテ駅、県庁に近いクレテイユ＝プレフェクチュール駅、さらにポワント・デュ・ラック駅を擁している。
RER A線では、サン＝モール＝デ＝フォッセにあるサン＝モール＝デ＝クレテイユ駅が最寄り駅となる。
RER D線には、クレテイユ＝ポンパドゥール駅（Gare de Créteil-Pompadour）が2013年中に開業する予定である。

### 自転車
2010年以来、パリのヴェリブ同様の自転車貸出システム「クリストリブ」（Cristolib）が提供されている。

## 公的機関

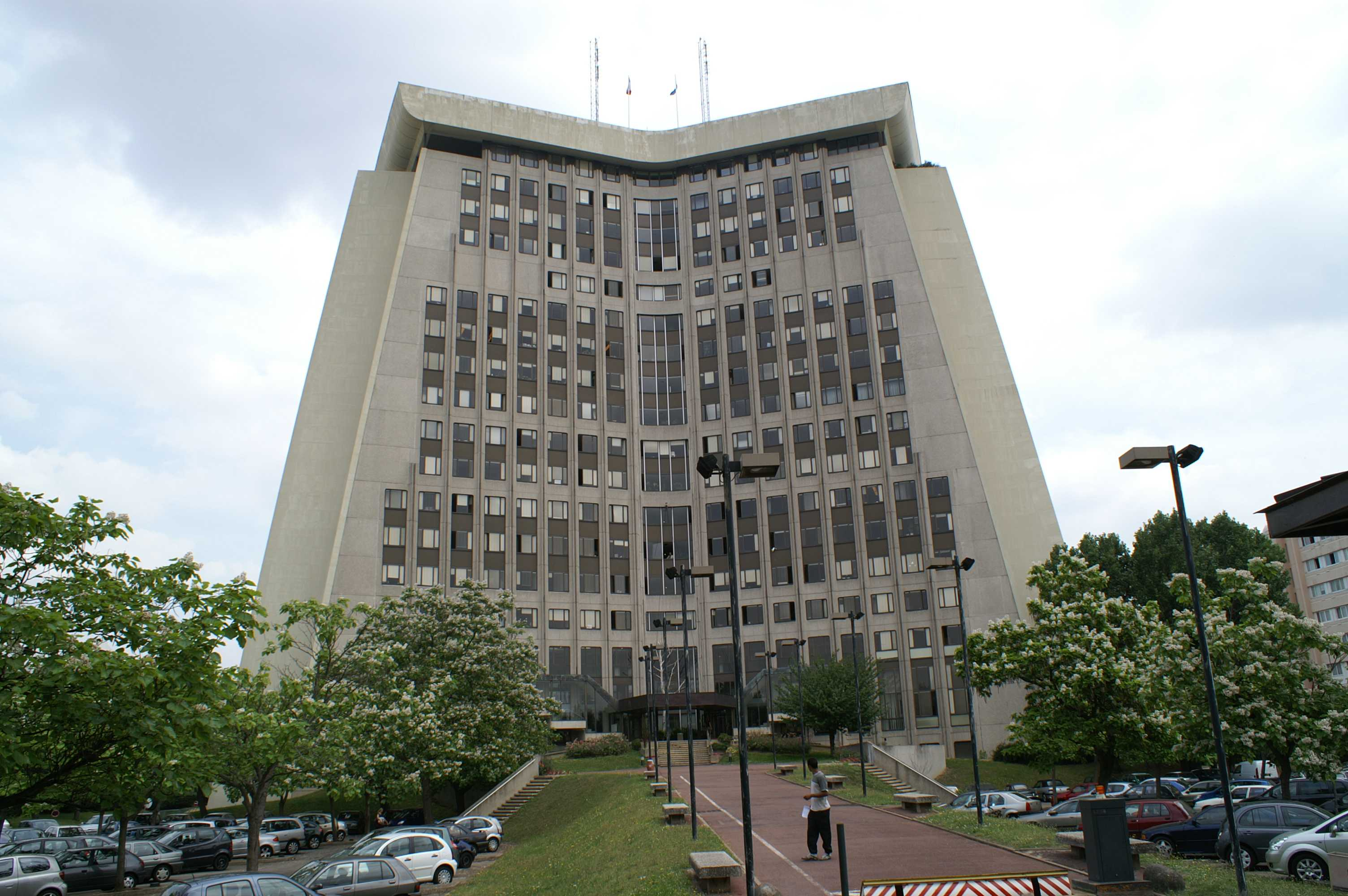
クレテイユ大審裁判所

クレテイユには、1965年2月25日のデクレによって、ヴァル＝ド＝マルヌ県庁が設置された。
また、裁判所も設置されている。現在の庁舎は、建築家ダニエル・バダニ（Daniel Badani）によるもので、法律書と正義の天秤とをイメージして、1976から1978年にかけて建築された。
県庁、市庁、裁判所などの建物は« Nouveau Créteil » （新クレテイユ）計画によるものである。

## 人口統計
| 1962年 | 1968年 | 1975年 | 1982年 | 1990年 | 1999年 | 2008年 | 2013年 |
| ------ | ------ | ------ | ------ | ------ | ------ | ------ | ------ |
| 30 403 | 49 197 | 59 023 | 71 693 | 82 088 | 82 154 | 89 304 | 89 989 |

参照元:1962年から1999年までは複数コミューンに住所登録をする者の重複分を除いたもの。それ以降は当該コミューンの人口統計によるもの。1999年までEHESS/Cassini、2004年以降INSEE。

## 姉妹・友好都市

### 姉妹都市
- キルヤート・ヤム、イスラエル
- ザルツギッター、ドイツ
- レザビーム、フランス
- フォルカーク、スコットランド
- マタロー、スペイン

### 友好都市
- コトヌー、ベナン
- エレバン、アルメニア
- プラヤ、キューバ

## 関係者
出身者
- エロイス・ルスール：陸上競技選手
- マルク・ラキーユ：陸上競技選手
- ピエール・トランタン：自転車競技選手
- アクセル・メデリック：フィギュアスケート選手
- モハメド・ディアメ：サッカー選手
- サミー・トラオレ：サッカー選手
- ダン＝アクセル・ザガドゥ：サッカー選手
- ネディム・レミリ：ハンドボール選手
- エステル・モッセリー：ボクシング選手

居住死去などゆかりある人物
- アンドレ・マルロー：作家、文化相。この地で死去。
- シャルル・トレネ：歌手。この地で死去。